# Ratio d'information
Le ratio d'information est un ratio égal au rendement moyen d’un actif par rapport à la moyenne d'un point de référence, divisée par l'erreur de suivi de ce dernier.
Il s’agit donc d’un indicateur synthétique de l’efficacité du couple rendement/risque associé à la gestion du portefeuille qui permet d'établir dans quelle mesure un actif obtient un rendement supérieur par rapport à un point de référence. Ainsi, un ratio d’information élevé signifie que l’actif dépasse régulièrement le point de référence. Ce ratio fait partie des indicateurs statistiques utilisés pour sélectionner les meilleurs OPCVM dans une catégorie.

## Mesure de la performance
Le ratio d'information constitue un outil de mesures de performance très utilisé dans le cadre de la gestion de portefeuille ou d'OPCVM. La ratio d'information se situe dans le même cadre d’analyse de la performance que sont les ratios de Sharpe, Jensen et Treynor. Autrement dit, l’objectif poursuivi est de mesurer l’habileté du gestionnaire dans le cadre de la sélection d’actifs, et ce, à l’aide de mesures standardisées. Le ratio d’information est le représentant le plus connu de mesures axées sur le risque spécifique du portefeuille. Généralement, les mesures fondées sur une mesure de risque spécifique utilisée par les praticiens reposent sur une approche par comparaison. Le benchmark est dans ce cas un portefeuille existant ou qui peut être constitué sur base d’actifs existants.

## Définition
Le ratio d'information est une mesure du rendement ajusté au risque d'un titre financier ou d'un portefeuille. Il est plus connu sous l'appellation anglaise "appraisal ratio". Il se définit comme le rendement supplémentaire par rapport à un benchmark divisé par le tracking error. Le tracking error correspond à l'écart-type du rendement supplémentaire.

## Formule
Le ratio d'information=
{\displaystyle IR} se calcule de la façon suivante :
```

  

    

      

        
I

        
R

        
=

        

          

            

              
E

              
[

              

                
R

                

                  
p

                

              

              
−

              

                
R

                

                  
b

                

              

              
]

            

            
σ

          

        

        
=

        

          

            
α

            
ω

          

        

        
=

        

          

            

              
E

              
[

              

                
R

                

                  
p

                

              

              
−

              

                
R

                

                  
b

                

              

              
]

            

            

              

                
v

                
a

                
r

              

              
[

              

                
R

                

                  
p

                

              

              
−

              

                
R

                

                  
b

                

              

              
]

            

          

        

      

    

    
{\displaystyle IR={\frac {E[R_{p}-R_{b}]}{\sigma }}={\frac {\alpha }{\omega }}={\frac {E[R_{p}-R_{b}]}{\sqrt {\mathrm {var} [R_{p}-R_{b}]}}}}

  

```

où {\displaystyle R_{p}} est le rendement du portefeuille,
{\displaystyle R_{b}} est le rendement du benchmark ou indice de référence, {\displaystyle \alpha =E[R_{p}-R_{b}]} est le rendement supplémentaire espéré par rapport au benchmark
et {\displaystyle \omega =\sigma } est l'écart-type du rendement supplémentaire espéré
Dans cet exemple, {\displaystyle \alpha } est défini comme l'excès de rendement.

## Usage
Le ratio d'information est utilisé pour mesurer la capacité d'un gestionnaire de fonds ou de portefeuille à générer de la surperformance par rapport au risque. Dans ce cas il mesure la performance supplémentaire réalisée par rapport au benchmark divisé par le risque supplémentaire prix par rapport au benchmark. Plus le ratio d'information est élevé plus la gestion du portefeuille est performante. Plus de performance réalisée par rapport au benchmark avec moins de risque. Le dernier quartile des investisseurs et gestionnaire financier réalisent généralement un ratio d'information de 1,5. Généralement le ratio d'information compare le rendement d'un portefeuille par rapport un benchmark comme le rendement des Treasury Bills à trois mois ou un indice de type S&P 500.